# Spike Trotman
Spike Trotman (né le 18 novembre 1978 à Washington DC) est un autrice de bande dessinée américaine surtout connue pour son webcomic Templar, Arizona (en) (2004-2015) et pour avoir fondé Iron Circus Comics en 2007.

## Biographie

### Formation
Elle grandit dans sa ville natale, Potomac dans le Maryland. Trotman est une fan de Bloom County, Calvin et Hobbes, The Far Side, Power Pack, et Excalibur des bandes dessinées du Sunday Washington Post.
Elle fait ses études au Spelman College entre 1996 et 2000, obtenant un bachelor en Beaux Arts. Elle fréquente ensuite l'École de l'Institut d'art de Chicago entre 2000 et 2001 pour préparer son master. Toutefois plutôt que créer des comics pour le public des super héros, elle veut discuter des relations et de la culture, et investir des thèmes négligés comme l'érotisme : elle essaie donc l'auto publication en ligne, le webcomic,.
Elle épouse Matt Sherridan, l'auteur avec lequel elle a collaboré sur Sparkneedle en 2004.

### Carrière
Ses premières publications en ligne majeures sont Sparkneedle et Lucas and Odessa, qu'elle transforme en série avec Girlamatic en 2003. Trotmam commence à publier Templar, Arizona en 2005. Après sa publication, Templar est publiée en 4 volumes via Iron Circus Comics. Elle est a fondatrice et la propriétaire d'Iron Circus Comics, la maison d'édition alternative de comics de Chicago la plus importante, qui commence ses activités en 2007 et amène le marché des livres de fantasy, science fiction, porn, érotique, horreur et queer. Cette maison lève plus de $1 million de dollars lors de ses 14 campagnes de financement Kickstarter. Elle lance une campagne en 2009, l'année où Kickstarter commence à financer une version imprimée du livre Poorcraft: The Funnybook Fundamentals of Living Well on Less, un manuel d'instructions illustré par Diana Nock.
Trotman veut utiliser sa maidon d'édition, Iron Circus comme une plateforme de travail pour de jeunes créateurs et créatrices qui sont ou ont été sous représentés par le monde des comics mainstream. Trotman est très engagée sur le fait de payer des salaires équitables aux créateurs et créatrices pour leur travail. Elle a utilisé Iron Circus Comics pour publier des œuvres d'autres créateurs, dont les versions imprimées de The Less Than Epic Adventures of T.J. and Amal de E.K. Weaver, et Shadoweyes de Sophie Campbell. Trotman a créé des comics comme The Sleep of Reason (a horror anthology), New World, The Smut Peddler series, Poorcraft: The Funnybook Fundamentals of Living Well on Less, entre autres. En 2012, elle fait revivre le titre de Smut Peddler, publié d'abord par Johanna D. Carlson et Trisha L. Sebastian en 2003, créé par des femmes pour un lectorat constitué de femmes.

## Récompense
- 2007 : Prix Glyph (en) de la personnalité émergente (rising star) pour Templar, Arizona[1]